# 巨大怪物 マンシング
『巨大怪物 マンシング』（Man-Thing）は、マーベル・コミックのアメコミ作品『マンシング』を原作とした2005年の映画である。
製作国のアメリカ合衆国ではSyfyチャンネルにてテレビ映画として放送されたが、シンガポールやロシアなどの一部の国々では劇場公開された。日本では2006年にDVDが発売された。

## キャスト
- マシュー・レ・ニコラウ
- ラウィリ・パラテーン
- ジャック・トンプソン
- レイチェル・テイラー
- アレックス・オロックリン